# わし座31番星
わし座31番星（わしざ31ばんせい、31 Aquilae、31 Aql）またはわし座b星は、わし座の方角に約48.8光年の距離にある恒星である。年齢が古く、主系列段階よりも進化した恒星にもかかわらず、金属量が非常に多い、特異な恒星である。

## 特徴
| 太陽 | わし座31番星 |
| ---- | ------------ |
| 太陽 | Exoplanet    |

わし座31番星は、見かけの等級が5.16で、暗い夜空の下では肉眼でみることができる。年周視差は66.848ミリ秒で、これを基に計算すると、太陽系からの距離は約48.8光年となる。また、エルンスト・ツィナーによって変光星である可能性を指摘され、変光星総合カタログでは新しい変光星候補として挙げられている。
わし座31番星は、スペクトル型がG8 IVに分類されるG型準巨星である。太陽と比較すると、質量は1割、半径は3-4割大きいとみられる。光度は太陽の2倍程度で、表面温度は5,600K程度と推定される。年齢は、推定方法によって45億年程度から100億年を超えるものまで幅があるが、概ね太陽以上に古い恒星とされる。
わし座31番星は、非常に金属、つまり水素、ヘリウム以外の元素の量が多い金属過剰星であるが、銀河系内の古い恒星は金属が欠乏するという一般的な傾向に反している。太陽よりも古いとみられる恒星が、太陽の2倍以上の金属量を持つということは、普通の銀河の進化理論では説明が付かない。多種の金属元素について、元素量の分布を調べると、例えば惑星の降着や、超新星によって局所的に金属過剰となった分子雲で誕生した、という可能性も低く、わし座31番星がなぜこれ程金属過剰なのかは明らかになっていない。
わし座31番星は、固有運動が年間1秒近く、視線速度もおよそ-100km/sと、太陽系からみて非常に高速で運動している。そのため、金属過剰星でありながら、厚い円盤に属する恒星である可能性があるとされているが、その後の分析では、薄い円盤に属する恒星とみなされるようになっている。

## 重星
重星カタログには、AからEまで5つの恒星が収録されているが、離れているBとCは明らかに見かけ上の関係であり、DとEも連星ではないとみられる。
|   | Aからの方位角 (度) | Aからの離角 (秒) | 視等級 | 分光分類 | 別名                 |
| - | ------------------ | ---------------- | ------ | -------- | -------------------- |
| B | 282                | 104              | 8.65   | G0       | HD 231345 BD+11 3834 |
| C | 280                | 146              | 10.34  | G5       | AG+11 2261           |
| D | 189                | 124.7            | 10.3   |          |                      |
| E | 288                | 4.2              | 10.0   |          |                      |